# 小林敏宏
小林 敏宏（こばやし としひろ、1937年10月12日 - 2020年6月23日）は、日本の経営者。パロマ社長を務めた。

## 来歴・人物
愛知県名古屋市出身。1961年に早稲田大学第一理工学部を卒業し、同年にコロンビア大学大学院修士を修了。1961年にパロマに入社し、1972年に常務を経て、1981年に社長に就任。2005年9月に会長に就任。
2020年6月23日に腎不全のために死去。82歳没。